# Al-Mughīth ʿUmar
Al-Malik al-Mughīth Fath ad-Dīn ʿUmar (arabisch الملك المغيث فتح الدين عمر, DMG al-Malik al-Muġīṯ Fatḥ ad-Dīn ʿUmar; † 1263 in Kairo) war ein Emir von Karak. Er war ein Sohn des Sultans al-ʿĀdil Abū Bakr II. aus der Dynastie der Ayyubiden.
Nach der Überlieferung des Ibn Wāsil wurde ʿUmar auf den Tod des Sultans as-Sālih Ayyūb im November 1249 von dem mächtigen Mameluken-Emir Fachr ad-Dīn Yūsuf als Nachfolger favorisiert. Darauf ordnete der Hofminister Husām ad-Dīn die Gefangennahme ʿUmars an, um statt seiner den Prinzen al-Muʿazzam Tūrān Schāh den Weg zum Thron zu ebnen. Fachr ad-Dīn Yūsuf fiel am 8. Februar 1250 im Kampf gegen die Kreuzfahrer in der Schlacht von al-Mansūra, nur wenige Tage darauf traf Tūrān Schāh in der Stadt ein und übernahm die Herrschaft. Von ihm wurde ʿUmar in die entlegene Burg asch-Schawbak in Transjordanien verbracht. Nachdem Sultan Tūrān Schāh im Mai 1250 einem Attentat der Mameluken zum Opfer gefallen war, wurde ʿUmar von seinem Kerkermeister, der zugleich auch der Burgkommandant von Karak war, aus der Haft entlassen und zum Fürsten von Transjordanien erhoben.
In den folgenden Jahren errichtete ʿUmar eine stabile Herrschaft entlang des Jordans. Die Mamelukenherrschaft in Ägypten erkannte er ebenso wenig an wie das syrische Sultanat seines Vetters an-Nāsir Yūsuf. Stattdessen erhob ʿUmar einen eigenen Anspruch auf den Thron Ägyptens und Syriens. Zwischenzeitlich gewährte er dem Mameluken Baibars und dessen Bahri-Regiment Exil in Karak, mit dessen Hilfe er 1257 und 1258 Angriffe auf Ägypten durchführte, die allerdings erfolglos verliefen. Den Einfall der Mongolen in Syrien 1260 überstand er gut, während an-Nāsir Yūsuf ihm zum Opfer fiel. Profitieren konnten davon aber nur die Mameluken, die nun auch die Herrschaft in Damaskus übernahmen.
Im Gegensatz zu seinen Vettern in Homs und Hama verweigerte ʿUmar weiterhin die Unterwerfung gegenüber den Mameluken, auch nachdem sein ehemaliger Verbündeter Baibars inzwischen zum Sultan aufgestiegen war. Um sich gegen ihn zu behaupten, verbündete er sich mit den Mongolen. Darauf wurde Karak im April 1263 von Baibars erstürmt und ʿUmar gefangen genommen. Er wurde zunächst in die Zitadelle von Kairo gebracht, aber bald darauf hingerichtet.

## Quelle
- Ibn Wasil, Mufarrij al-kurub fi akhbar bani Ayyub, BnF Paris, ms. arabe 1703, fol. 93r